# BREM-1
Pour les articles homonymes, voir Brem.
Le BREM-1 (Objet 608) est un char de dépannage de conception soviétique. L'acronyme BREM signifiant véhicule blindé de réparation et de récupération (en russe : БРЭМ, Бронированная ремонтно эвакуационная машина, Bronirovannaya Remonto Evakuatsionna Mashina).

## Description
Il est basé sur le châssis du T-72A. Il est équipé d'une grue hydraulique capable de soulever au maximum 19 tonnes, d'un treuil de 200 m capable de tirer 25 tonnes, cette capacité peut être augmentée jusqu'à 100 tonnes avec certains équipements, il peut également tracter jusqu'à 50 tonnes. Une lame de bulldozer de 3 m est installée à l'avant du véhicule. Jusqu'à la chute de l'Union soviétique, 342 véhicules de ce type ont été construits.
Au début des années 2020, il est prévu qu'il soit remplacé ou complété par le BREM T-16, basé sur le châssis de l'Armata mais en 2023, cela ne s'est pas concrétisé.

## Historique
Le 24 février 2024, des drones kamikazes FPV ukrainiens Wild Hornets attaquent des entrepôts, dans le village of Staromlynivka « où étaient stockés plusieurs véhicules blindés et équipements militaires ». Le bilan se chiffre par la destruction de chars de combat T-72 et T-80, un BMPT Terminator, un véhicule blindé de combat d'infanterie BMP-3, un char de dépannage « BREM-1 », ainsi que plusieurs camions de ravitaillement,,.

## Galerie d'images

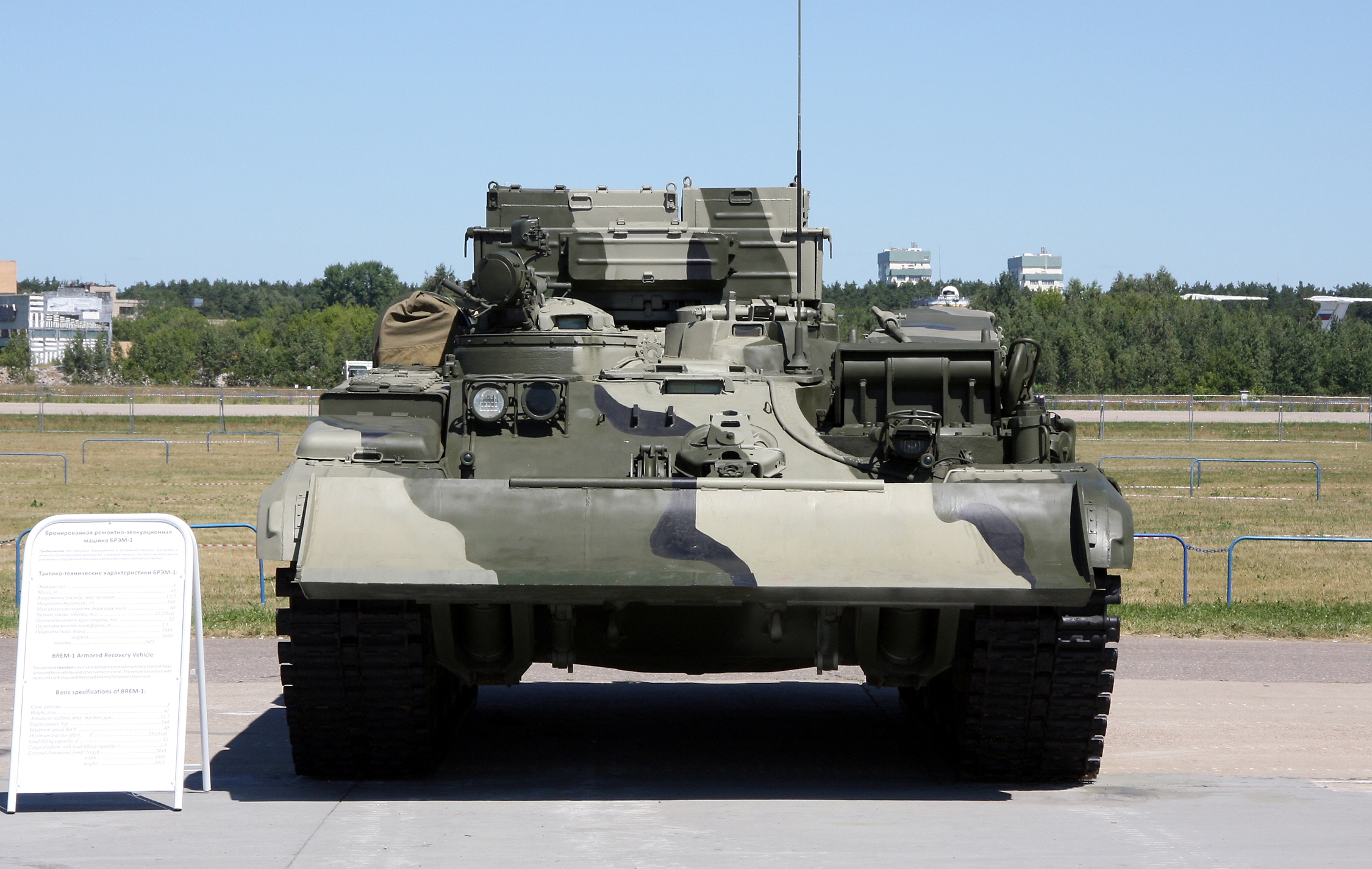
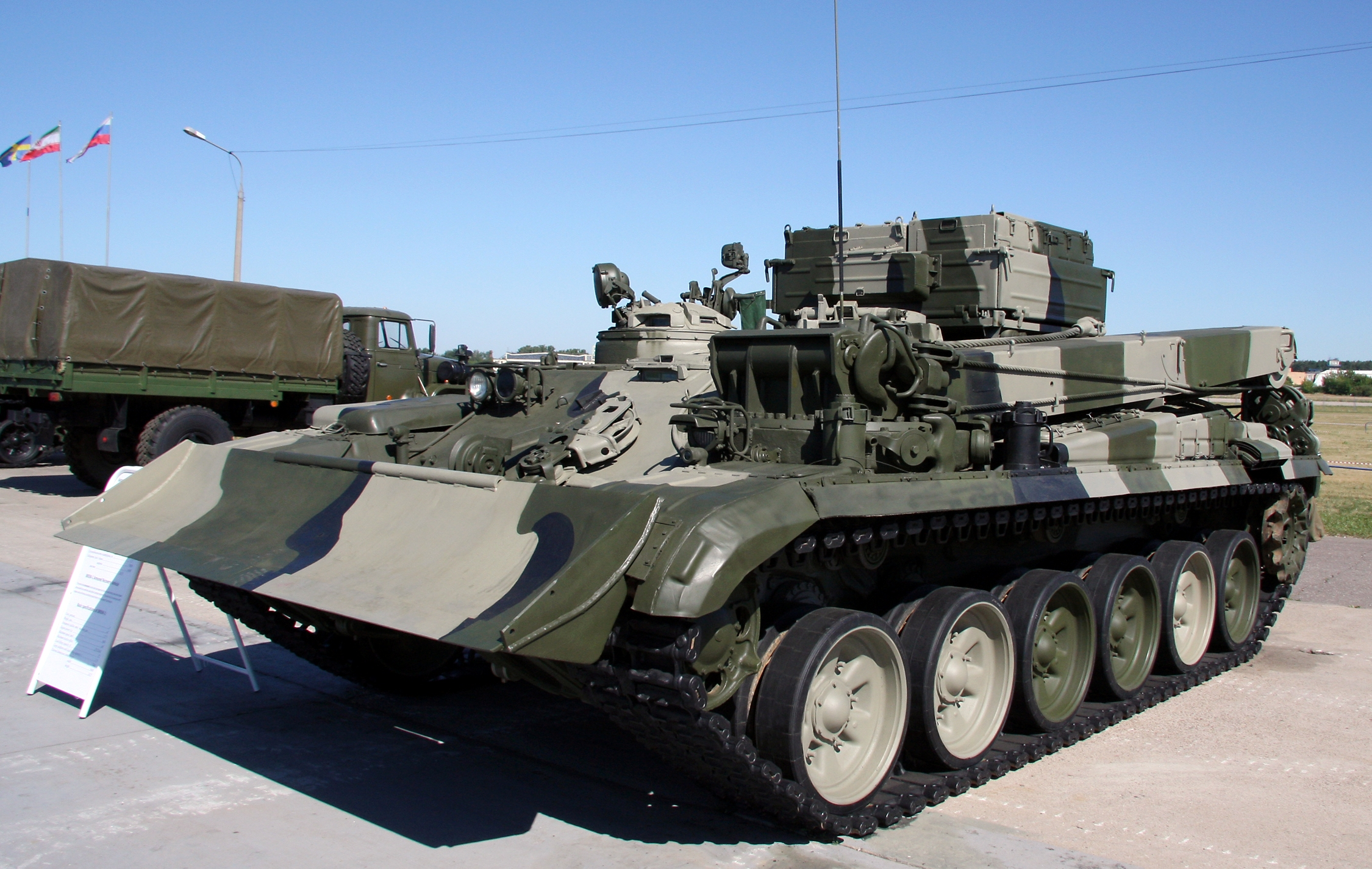
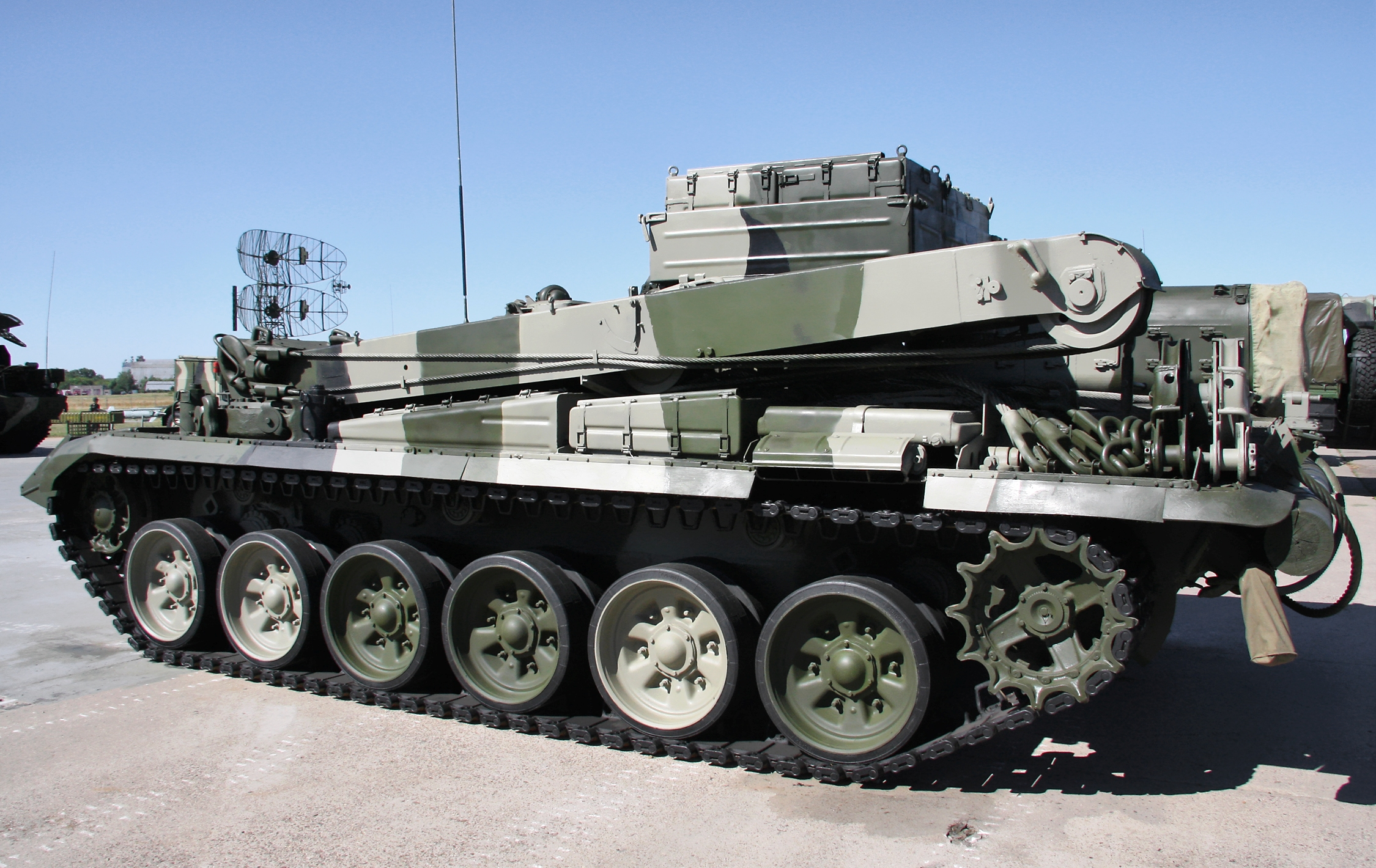
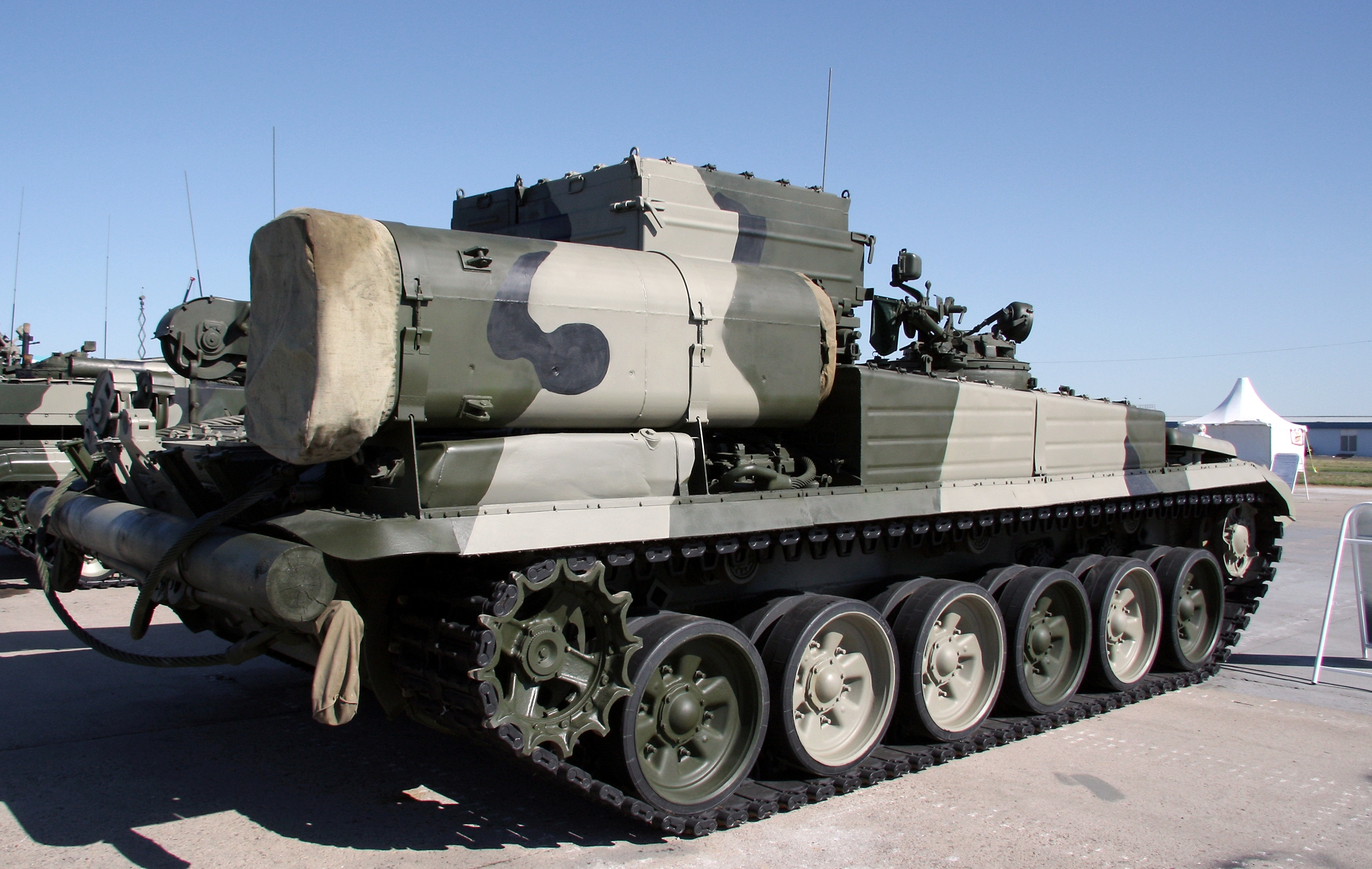
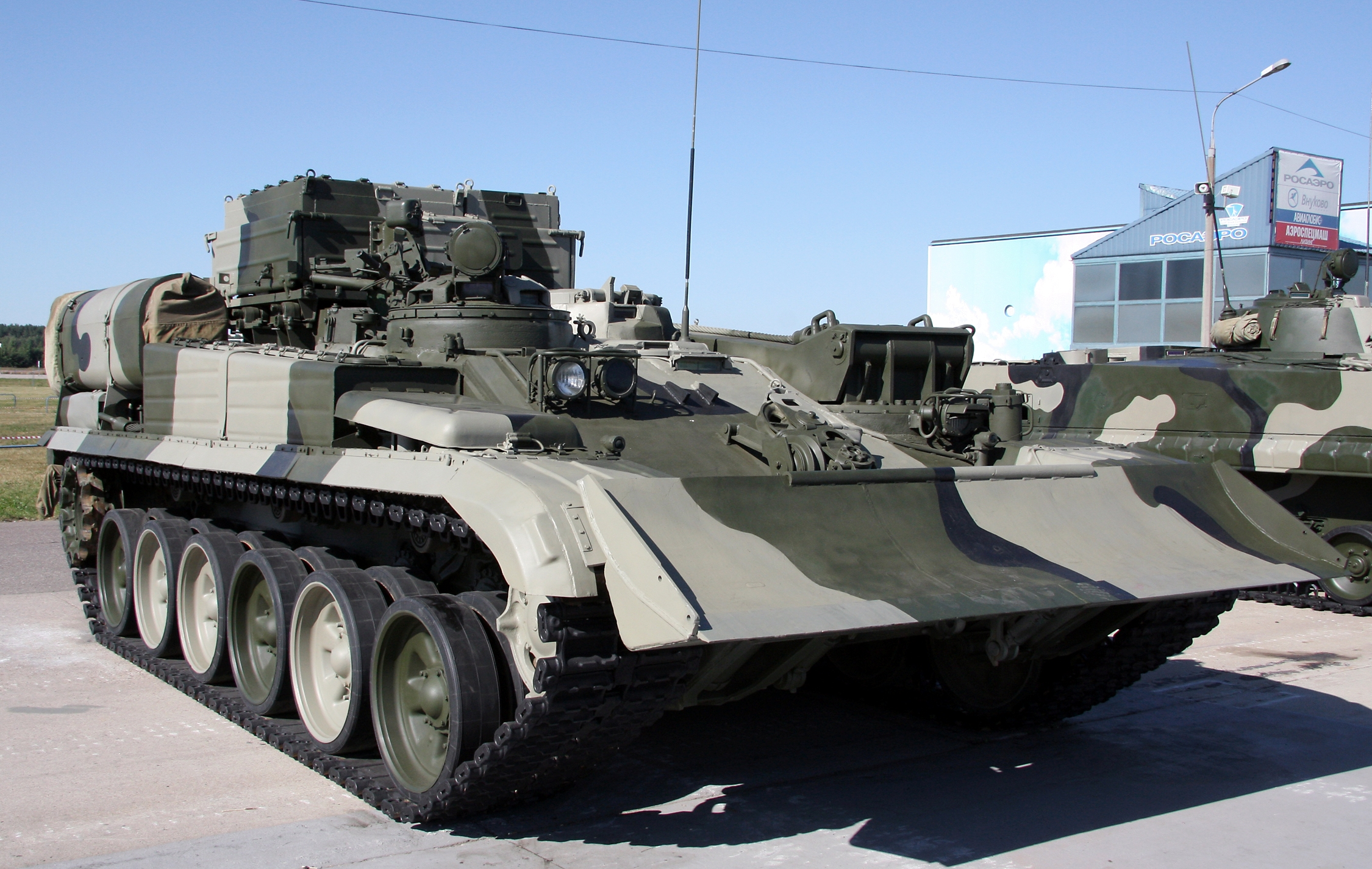

## Opérateur
- Russie